# Кодрингтон, Уильям Джон
Сэр Уильям Джон Кодрингтон (англ. William John Codrington; 26 ноября 1804 — 6 августа 1884, Хекфилд, Хэмпшир) — британский военачальник, участник Крымской войны, полный генерал (1863). Сын полного адмирала Эдварда Кодрингтона.  

## Биография
Уильям Джон Кодрингтон родился 26 ноября 1804 года в семье британского адмирала.

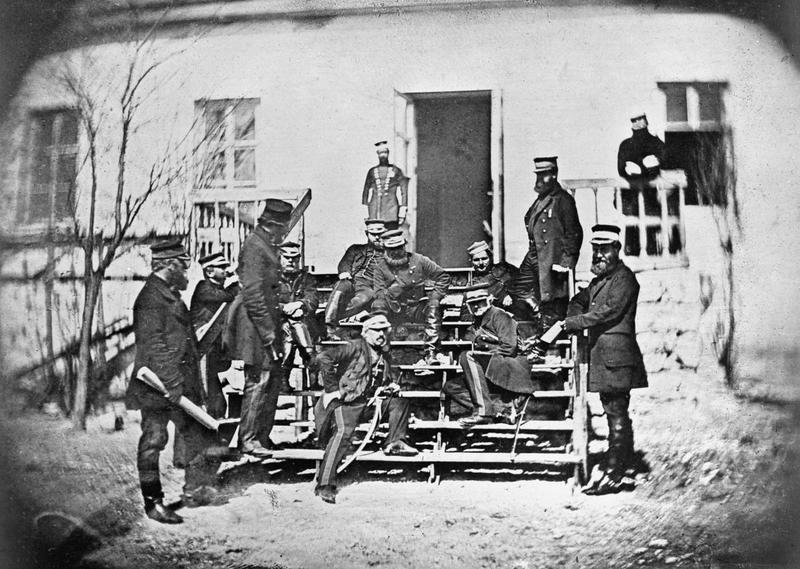
Кодрингтон во время Крымской войны

Во время Крымской войны командовал 1-й бригадой дивизии лёгкой пехоты, участвовал в сражениях на Альме и при Инкермане, в июне 1855 года руководил неудачной атакой на редан близ Севастополя.
После того, как был отозван генерал Джеймс Симпсон, Кодрингтон был назначен главнокомандующим английскими войсками в Крыму, причём возведён в генерал-лейтенанты. Назначение это вызвало в Англии энергичные протесты, однако наступившее вслед за этим прекращение военных действий оставило вопрос о боевых дарованиях Кодрингтона открытым.
После возвращения в Англию он в 1857 году был избран в парламент, но в 1859 году сложил с себя депутатские полномочия, чтобы принять пост губернатора Гибралтара, который занимал до 1865 года. После отставки некоторое время продолжал жить в Гибралтаре и принял активное участие в поддержании популяции обезьян-маготов в Гибралтаре: «Шесть или семь лѣтъ тому назадъ ихъ оставалось только три, но сиръ Вильямъ Кодрингтонъ, боясь, что онѣ совершенно вымрутъ, привезъ изъ Тайгера еще трехъ или четырехъ, и съ тѣхъ поръ онѣ размножились до упомянутаго количества»
Уильям Джон Кодрингтон умер 6 августа 1884 года в городе Лондоне.